# Eisenach
Eisenach – miasto w centralnej części Niemiec, w kraju związkowym Turyngia, w powiecie Wartburg. Do 30 czerwca 2021 miasto na prawach powiatu.

## Historia
W VIII wieku istniała osada w pobliżu wzgórza Petersberg. 3 sierpnia 908 stoczona została bitwa pod Eisenach, w której Węgrzy odnieśli druzgocące zwycięstwo nad wojskami wschodniofrankijskimi. Miejscowość rozwinęła się w pobliżu położonego niedaleko zamku Wartburg, który wzmiankowano po raz pierwszy w 1080 roku, jednak po raz pierwszy wspomniano je jako "Isinacha" w 1150 roku. Pod koniec XII wieku wokół miasta zbudowano fortyfikacje. Miasto zaczęło się rozwijać w XIII wieku w związku z położeniem przy Via Regia oraz obrania zamku Wartburg jako głównej siedziby dynastii Ludowingów. W XIV wieku miasto spłonęło i dotknęła je czarna śmierć.
Pomiędzy 1596 a 1809 było stolicą niewielkiego Księstwa Saksonii-Eisenach we władaniu dynastii Wettynów, następnie wcielone do Księstwa Saksonii-Weimar-Eisenach, wraz z którym znalazło się w 1871 w granicach Cesarstwa Niemieckiego.
W mieście uczęszczał w latach 1498–1501 do szkoły Marcin Luter, który spędził również lata 1521/22 w pobliskim zamku Wartburg pod ochroną Fryderyka III Mądrego. W 1525 roku Eisenach dotknęła wojna chłopska. W 1677 roku w mieście mieszkał słynny kompozytor Johann Pachelbel.

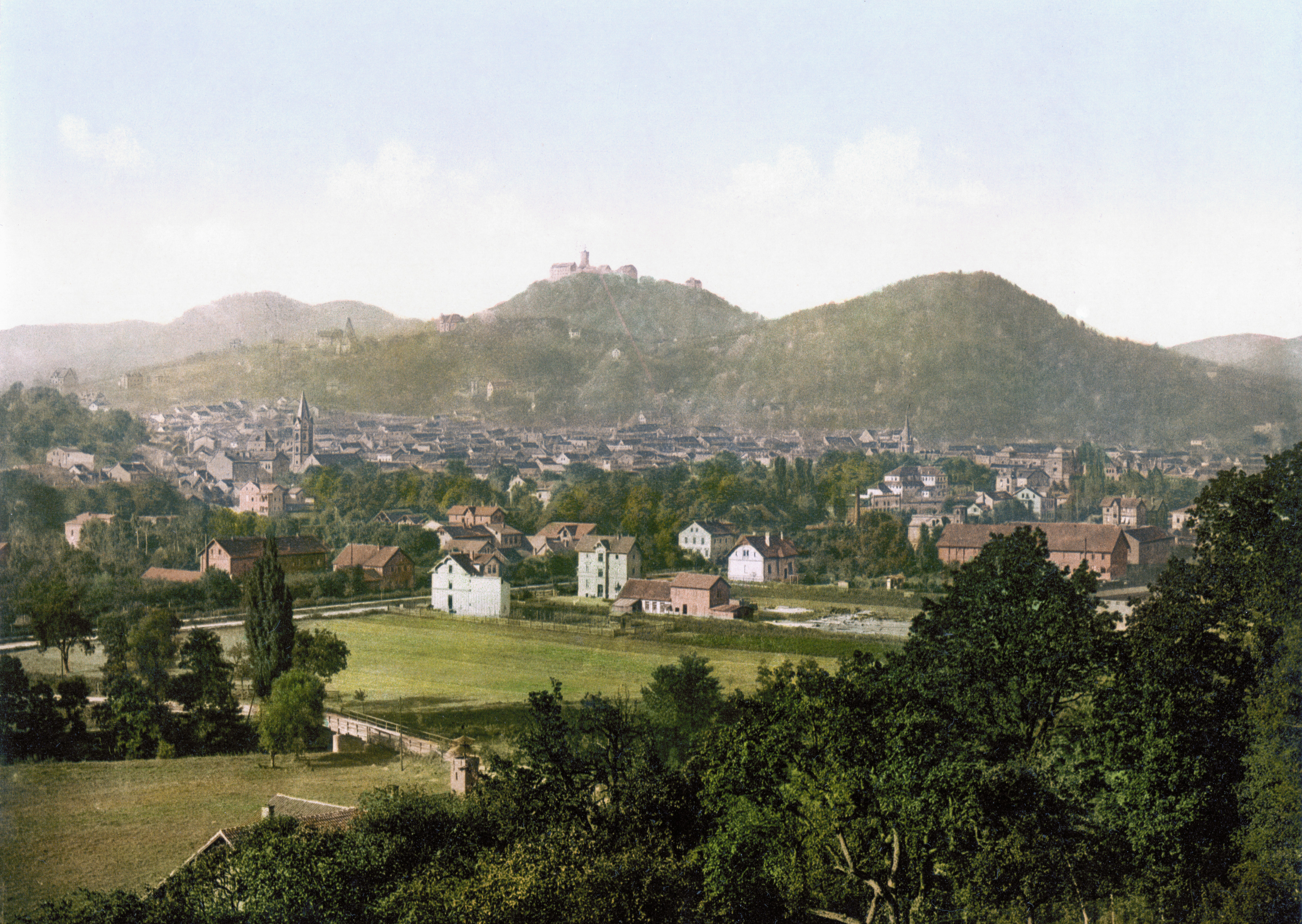
Eisenach na przełomie XIX i XX wieku

W Eisenach urodził się w 1685 roku i przebywał przez pierwsze 10 lat swojego życia jeden z największych organistów i kompozytorów epoki baroku i wszech czasów – Johann Sebastian Bach (w domu rodzinnym kompozytora działa muzeum jego imienia - Bachhaus Eisenach). Na początku XVIII wieku z miastem związany był kompozytor Georg Philipp Telemann.
W 1847 roku doprowadzono do miasta kolej. W 1938 roku spalono synagogę żydowską. Po 1940 roku w fabryce BMW niewolniczo pracowało ponad 4 tys. robotników przymusowych, z których wielu zmarło na skutek złych warunków. W wyniku bombardowań lotniczych w Eisenach zniszczono 2 tys. budynków. W dniu 6 kwietnia 1945 roku miasto zajęły oddziały US Army, ale przekazano je pod kontrolę ZSRR w dniu 1 lipca 1945 roku. W 1949 roku weszło w skład NRD, którego granica przechodziła kilka kilometrów na zachód od miasta. Fabryka BMW została upaństwowiona i zmieniono jej nazwę na EMW, w której produkowano samochody Wartburg. W 1990 roku nastąpiło zjednoczenie Niemiec, po którym fabryka została przejęta przez koncern Opel. W 1999 roku zamek Wartburg został wpisany na listę światowego dziedzictwa UNESCO, co ożywiło ruch turystyczny.

## Gospodarka
W czasach NRD w fabryce Automobilwerk Eisenach (AWE) produkowano samochód Wartburg. Obecnie znajduje się tam fabryka Opla, w której produkowany jest model Corsy, Astry oraz Vectry. Ponadto w mieście rozwinął się przemysł maszynowy, elektrotechniczny, włókienniczy, drzewny, chemiczny oraz tytoniowy.

## Transport
W latach 1897–1975 działała w mieście sieć tramwajowa.
Miasto leży przy autostradzie A4.

## Osoby urodzone w Eisenach

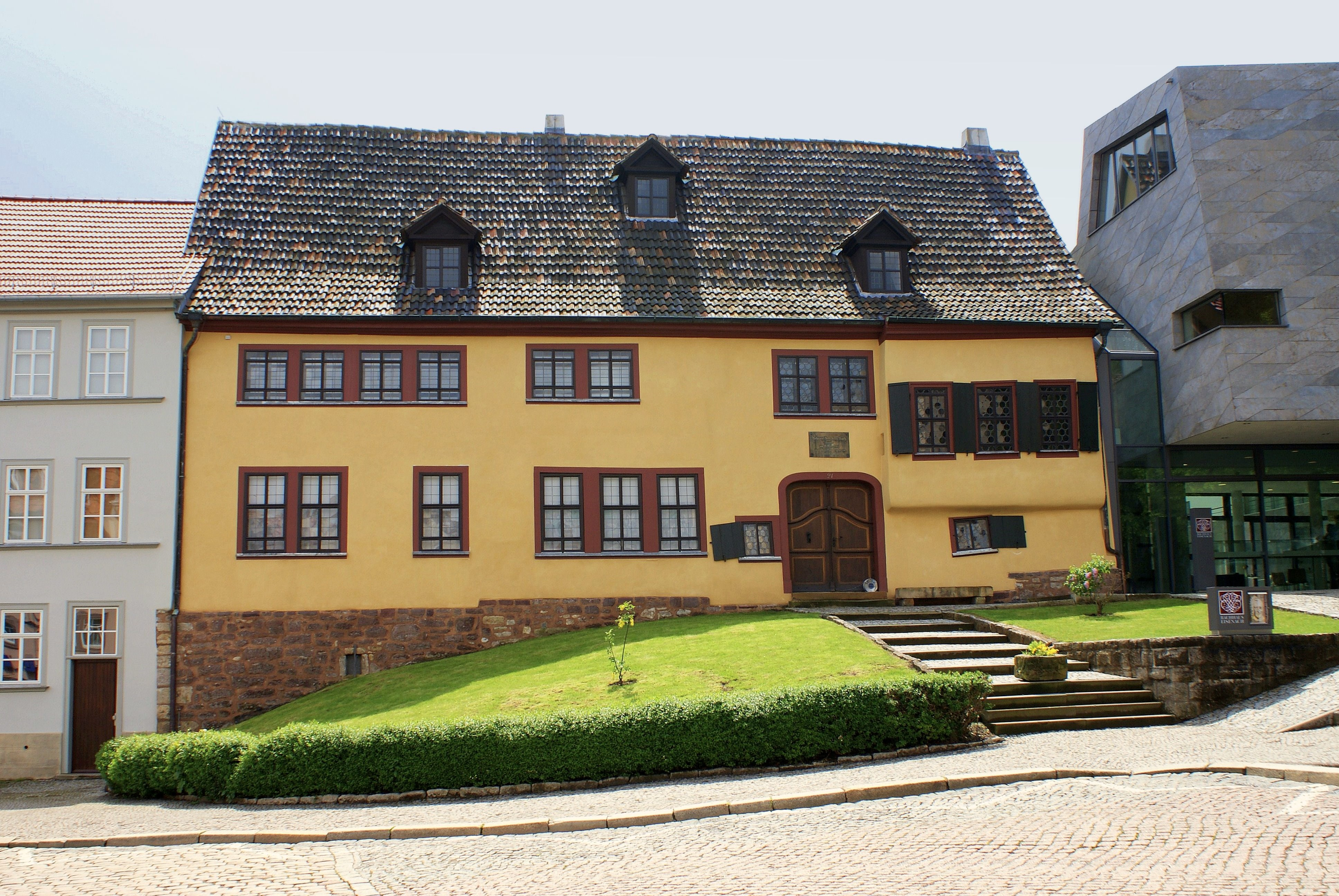
Muzeum Jana Sebastiana Bacha

- Jan Sebastian Bach

## Współpraca
- Niemcy: Marburg
- Francja: Sedan
- Stany Zjednoczone: Waverly
- Dania: Skanderborg
- Białoruś: Mohylew
- Węgry: Sárospatak